# Ровное (Херсонская область)
Ровное (укр. Рівне) — село в Генической городской общине Генического района Херсонской области Украины.
Население по переписи 2001 года составляло 1447 человек. Почтовый индекс — 75530. Телефонный код — 55-34. Код КОАТУУ — 6522184001.

## История
В 1946 году указом ПВС УССР населённый пункт участок 1-й колхоза им. Сталина переименован в село Ровное.

## Местный совет
75530, Херсонская обл., Генический р-н, с. Ровное, ул. Ленина, 28

## Памятник погибшим во Великой Отечественной войны

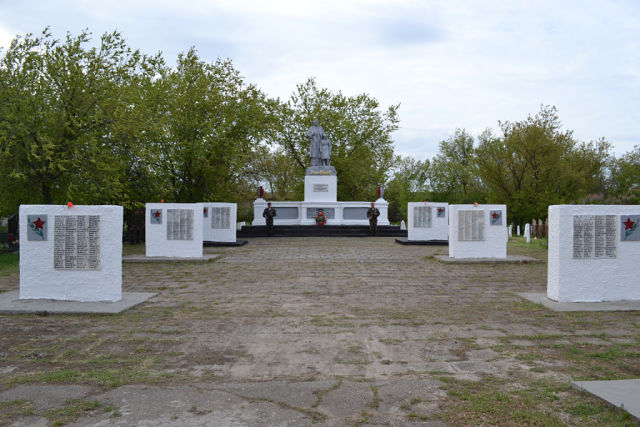

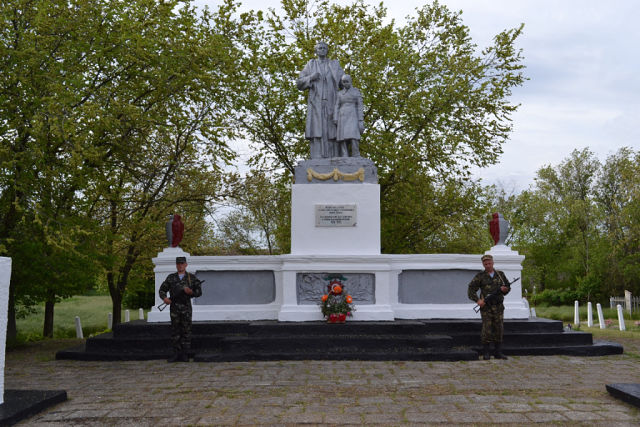

В селе расположен памятник погибшим в Великой Отечественной войне на сельском кладбище с мемориальными плитами. На кладбище захоронено 1200 солдат, список захороненных есть в сельском совете.

## Церковь «Рождество Хрестово»

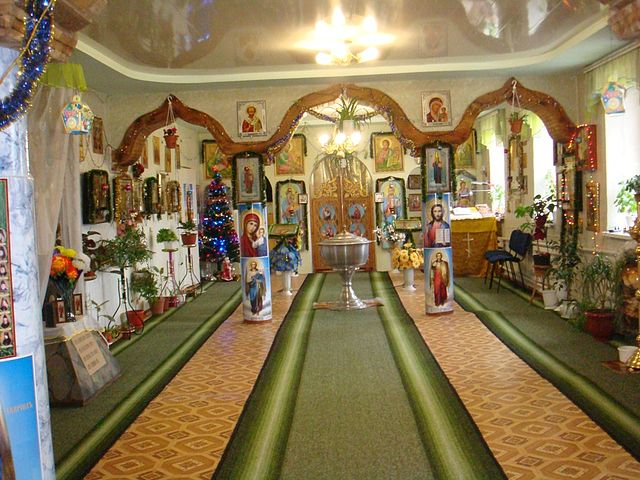

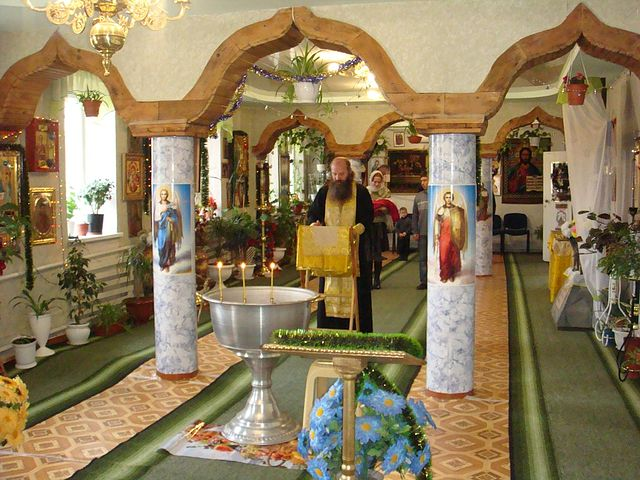

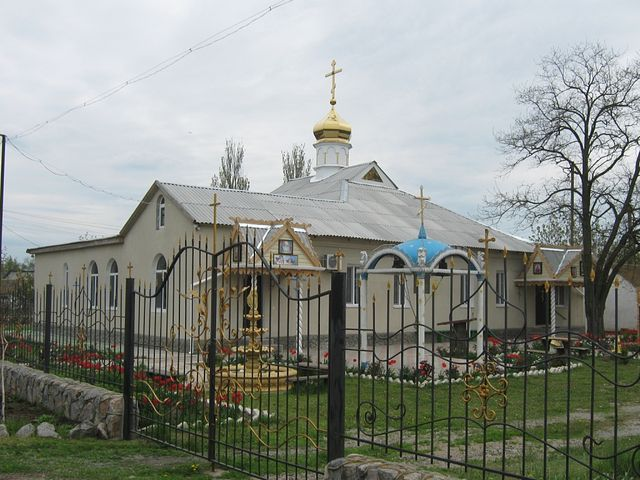

Также в селе есть церковь «Рождество Хрестово», благодаря отцу Нестору она и была возведена, так как до этого на этом месте был детский садик и дом милосердия.

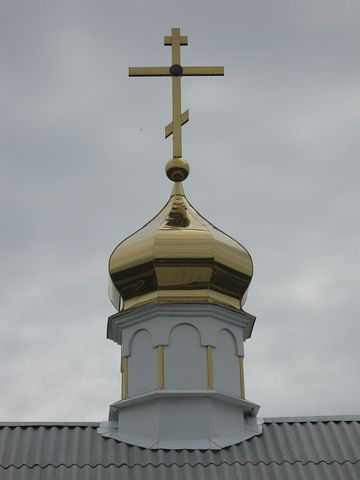

## Умельцы села

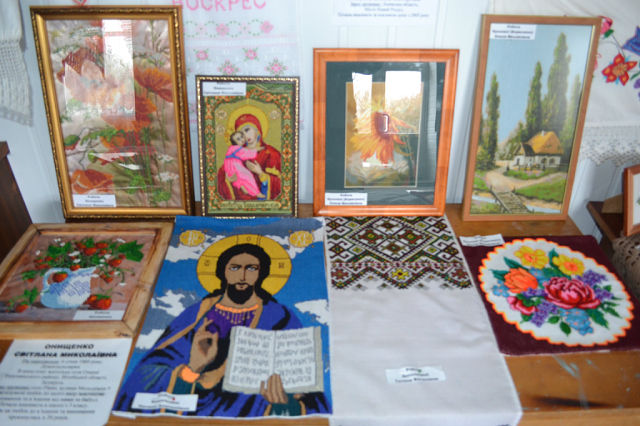

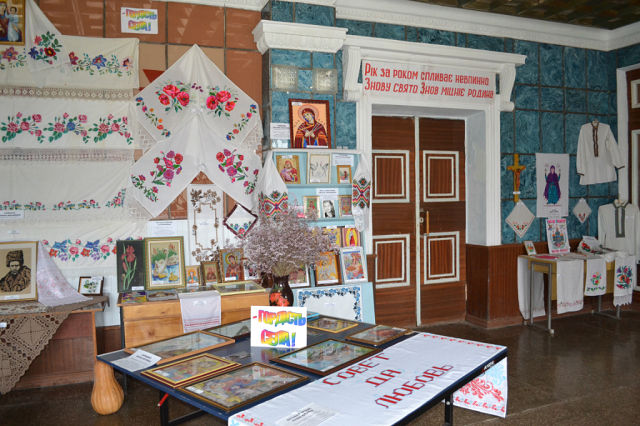

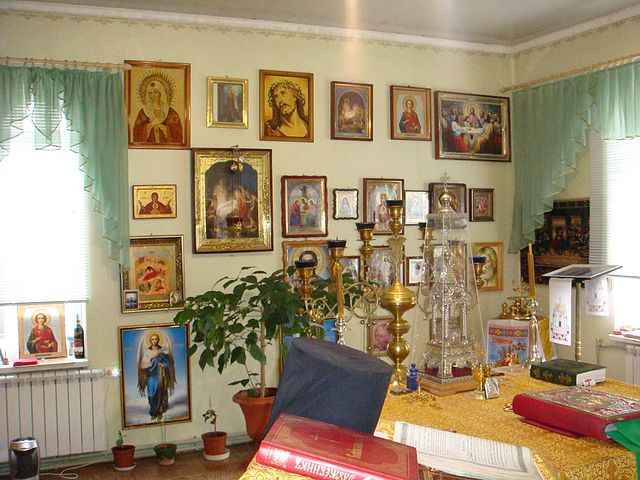

В Ровно очень много талантливых людей, которые занимаются разнообразным рукоделием, начиная от вышивки и заканчивая ювелирной работой и изготовлением икон.

## Коллективы села

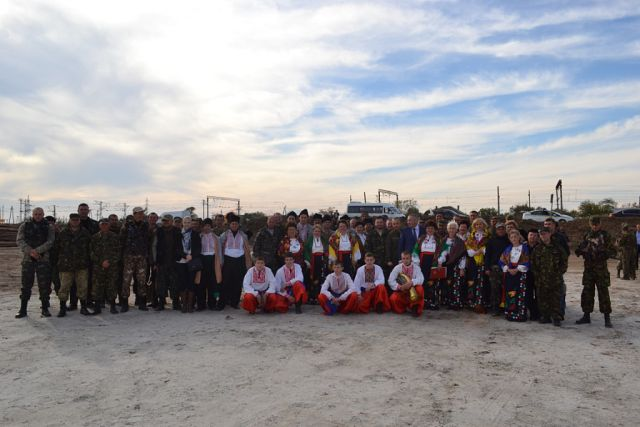

Также в селе множество разнообразных творческих коллективов, таких как:
- Танцевальные
- Песенные
- Музыкальные

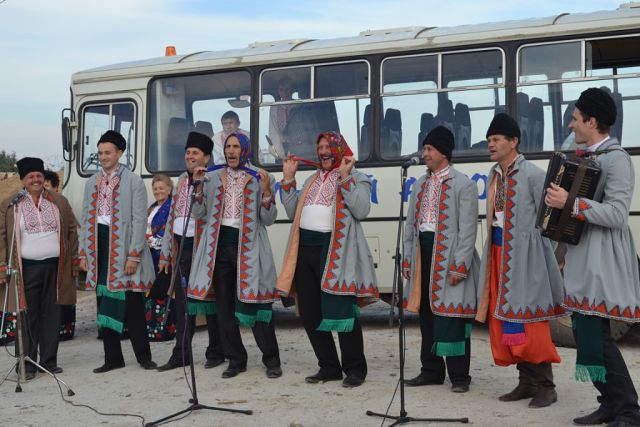

В одном из таких участвует председатель села Мельницкий Олег Викторович.
В связи с недавними событиями в стране все коллективы села выступили перед военнослужащими ВСУ.

## Охота

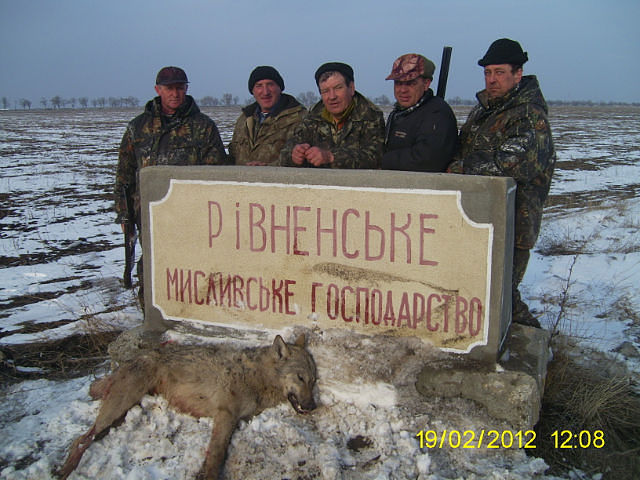
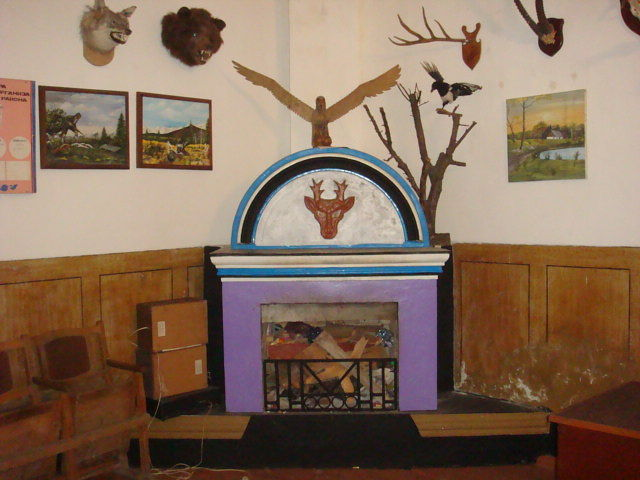
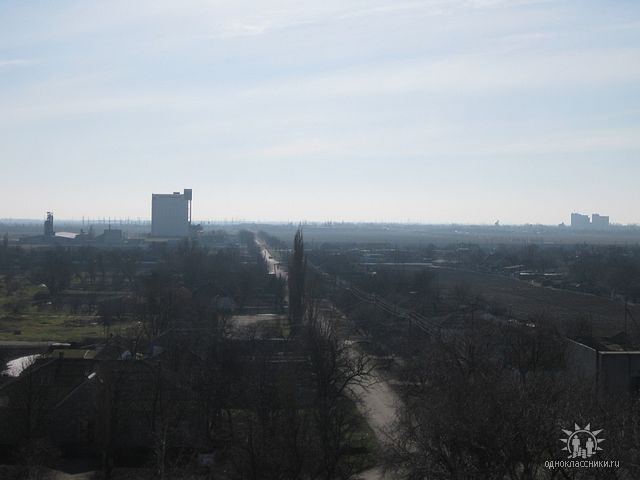

В селе также есть охотничьи угодья, в котором постоянно следят за окружающей село живностью.

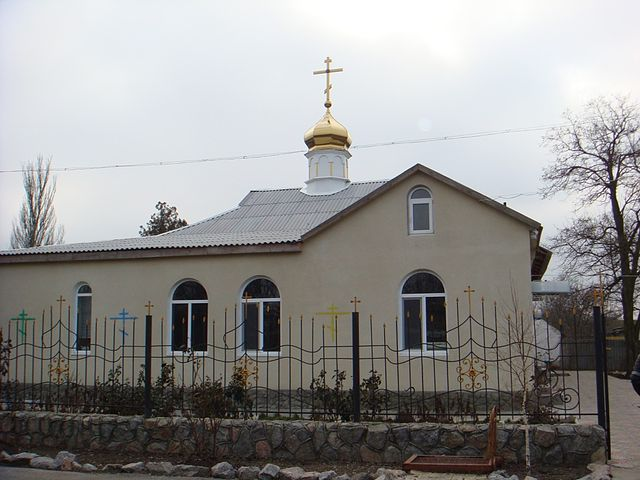